# Aloe gracilis
Aloe gracilis es una  especie de Aloe nativa de  Sudáfrica.

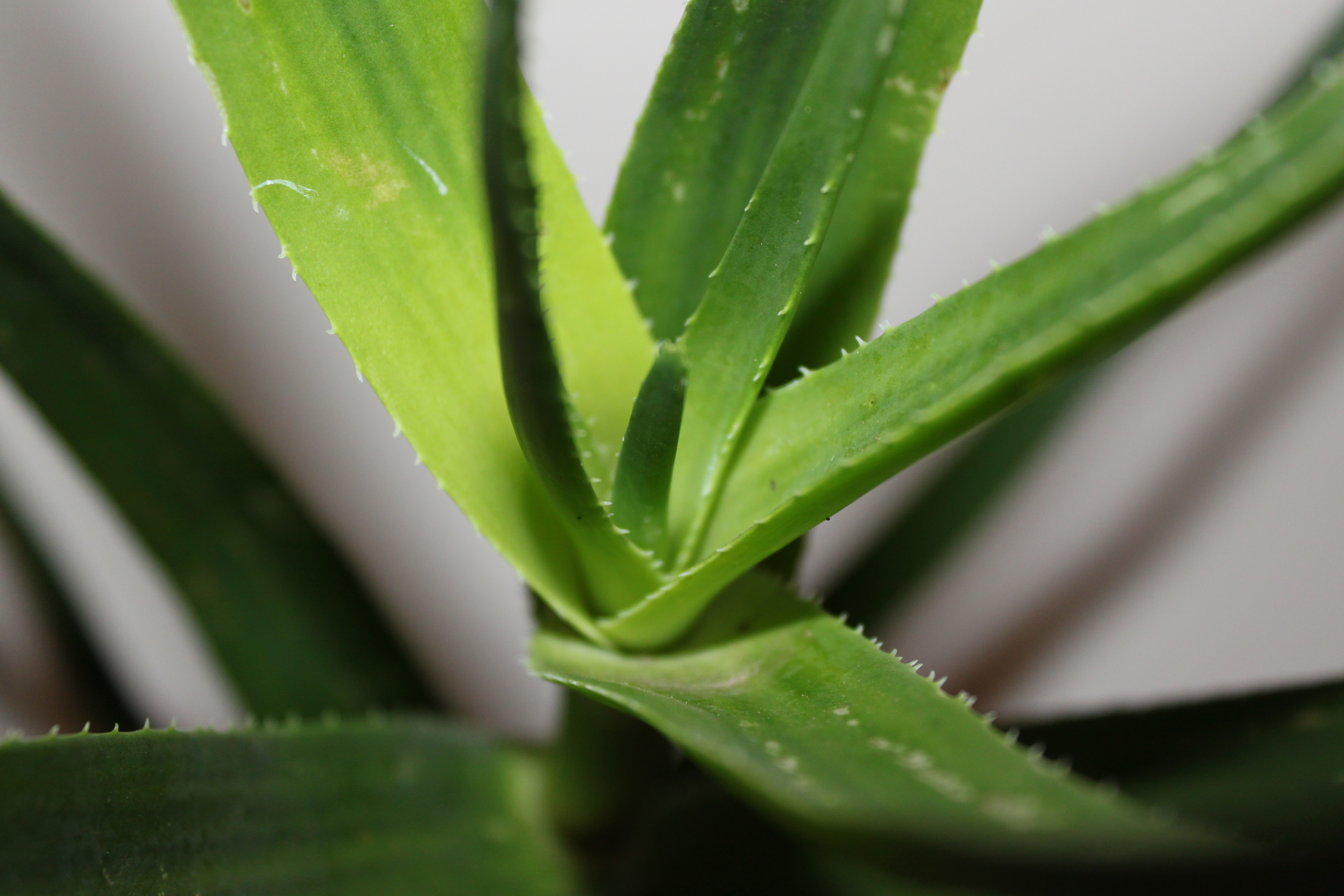
Hojas formando roseta

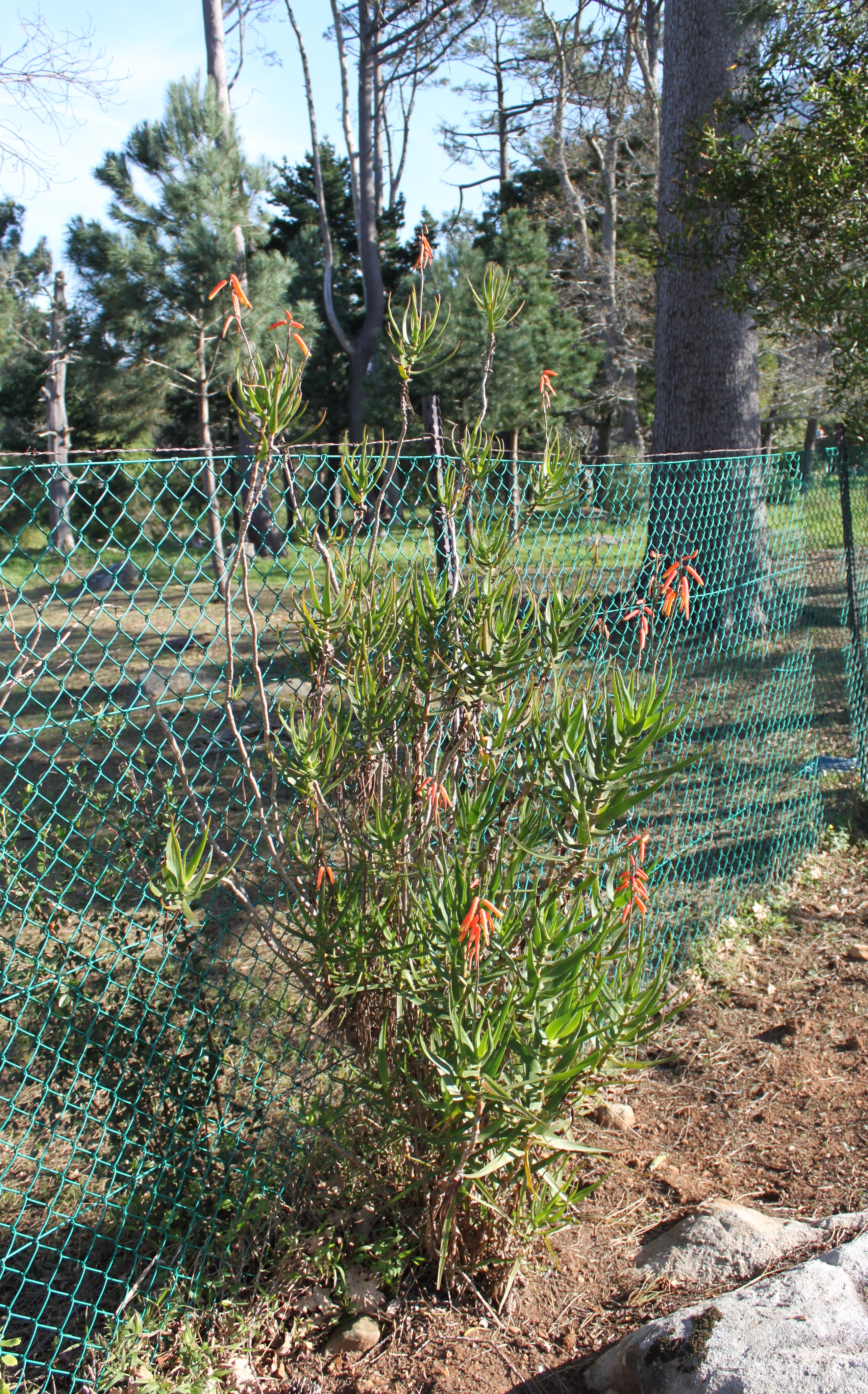
Vista de la planta

## Descripción
Es una planta suculenta con porte arbustivo, que alcanza un tamaño de hasta 2 m de altura, con los tallos erectos, las hojas se presentan sólo en la parte superior 300-600 mm, ligeramente canalizadas, de color verde opaco. La inflorescencia es simple, en forma de racimos cilíndricos de 200-400 mm de largo, a veces ramificado, con brácteas deltoides-acuminadas. Las flores rojas, de 26-45 mm de largo, cilíndricas.
Los caracteres vegetativos de esta especie son similares a Aloe striatula, pero las hojas de esta especie son de un color verde más apagado y las vainas foliares no son tan claramente  estriadas. Las flores se encue3ntran en un racimo laxo con pedicelos un poco más largos. Son similares a las de Aloe ciliaris, pero las bases de las hojas son muy diferentes y los racimos son mucho más laxos que en esa especie.

## Distribución y hábitat
Es endémica en las regiones del sur de la Provincia Occidental del Cabo y de la Provincia Oriental del Cabo y se encuentra  entre el bosque y el fynbos en el extremo oriental de la zona de lluvia en todas las estaciones, en los lugares pedregosos de la planicie costera, o hasta la parte superior del primer rango de las montañas.

## Taxonomía
Aloe gracilis fue descrita por Adrian Hardy Haworth y publicado en Philos. Mag. J. 67: 280, en el año (1825).
Etimología
Aloe: nombre genérico de origen muy incierto: podría ser derivado del griego άλς, άλός (als, alós), "sal" - dando άλόη, ης, ή (aloé, oés) que designaba tanto la planta como su jugo - debido a su sabor, que recuerda el agua del mar. De allí pasó al Latín ălŏē, ēs con la misma aceptación, y que, en sentido figurado, significaba también "amargo". Se ha propuesto también un origen árabe, alloeh, que significa "la sustancia amarga brillante"; pero es más probablemente de origen complejo a través del hébreo: ahal (אהל), frecuentemente citado en textos bíblicos.
gracilis: epíteto latino que significa "magro, grueso".
Sinonimia
- Aloe laxiflora N.E.Br.[9][3]